# Сулихово
Сулихово (рос. Сулихово) — присілок в Юхновському районі Калузької області Російської Федерації.
Населення становить 13 осіб. Входить до складу муніципального утворення Присілок Озеро.

## Історія
Від 2004 року входить до складу муніципального утворення Присілок Озеро

## Населення
| 2002 | 2010 |
| ---- | ---- |
| 18   | ↘13  |